# الکس دی راکوف
الکس دی راکوف (انگلیسی: Alex De Rakoff؛ زادهٔ ۱۳ نوامبر ۱۹۷۰) یک کارگردان اهل بریتانیا است. وی بازی ویدئویی جنون سرعت: فرار را کارگردانی کرده است.